# Геньхе
Геньхе (кит. спр. 根河市, піньїнь: Gēnhé Shì) — місто-повіт на північному сході Внутрішньої Монголії.

## Географія
Геньхе лежить на березі однойменної річки у межах Великого Хінгану.

### Клімат
Місто знаходиться у зоні, котра характеризується континентальним субарктичним кліматом. Найтепліший місяць — липень із середньою температурою 16 °C (60.8 °F). Найхолодніший місяць — січень, із середньою температурою -29.1 °С (-20.4 °F).
| Клімат Геньхе           | Клімат Геньхе | Клімат Геньхе | Клімат Геньхе | Клімат Геньхе | Клімат Геньхе | Клімат Геньхе | Клімат Геньхе | Клімат Геньхе | Клімат Геньхе | Клімат Геньхе | Клімат Геньхе | Клімат Геньхе | Клімат Геньхе |
| Показник                | Січ.          | Лют.          | Бер.          | Квіт.         | Трав.         | Черв.         | Лип.          | Серп.         | Вер.          | Жовт.         | Лист.         | Груд.         | Рік           |
| Середня температура, °C | −29,1         | −25,1         | −15,1         | −2            | 6,6           | 12,8          | 16            | 13,7          | 6,8           | −3            | −16,8         | −26,5         | −5,1          |
| Норма опадів, мм        | 3.9           | 3.8           | 6.7           | 22.2          | 32.6          | 75.4          | 133.5         | 109.6         | 51.5          | 14.5          | 8.5           | 6.6           | 468.8         |
| Днів з опадами          | 9,6           | 7,9           | 7,9           | 8,6           | 10,3          | 15,8          | 19,6          | 18,9          | 12,8          | 7,6           | 10,5          | 13            | 142,5         |
| Вологість повітря, %    | 79            | 75            | 65.9          | 52.9          | 48.7          | 63.8          | 75.1          | 77.1          | 69.1          | 61.2          | 74.6          | 82.2          | 68.7          |
| ----------------------- | ------------- | ------------- | ------------- | ------------- | ------------- | ------------- | ------------- | ------------- | ------------- | ------------- | ------------- | ------------- | ------------- |
| Джерело: Weatherbase    |               |               |               |               |               |               |               |               |               |               |               |               |               |